# 十勝勤医協帯広病院
十勝勤医協帯広病院（とかちきんいきょうおびひろびょういん）は、医療法人十勝勤労者医療協会が北海道帯広市に設置する病院。

## 概要
救急告示病院。1986年に帯広医院(有床診・19床)として開設されたが、1989年に病院化(55床)され、現在に至る。全日本民主医療機関連合会(民医連)に加盟している。

## 診療科
- 内科[4]
- 消化器科（消化器内科）[4]
- リウマチ科[4]

## 医療機関の認定
(この節の出典)
- 保険医療機関
- 労災保険指定医療機関
- 身体障害者福祉法指定医の配置されている医療機関
- 生活保護法指定医療機関(中国残留邦人等の円滑な帰国の促進並びに永住帰国した中国残留邦人等及び特定配偶者の自立の支援に関する法律(平成6年法律第30号)に基づく指定医療機関を含む。)
- 結核指定医療機関
- 原子爆弾被害者医療指定医療機関
- 無料低額診療事業実施医療機関

## 交通アクセス
- JR根室本線「帯広駅」より徒歩10分

## 周辺
- 帯広聖公会幼稚園
- 帯広市中央福祉センター
- 帯広市役所 児童保育センター中央児童保育センター